# Robert Downs III
Robert Downs III (Anaheim, 1998) è un giocatore di football americano statunitense che gioca come wide receiver per i Berlin Rebels.